# Aninoasa (Hunedoara)
Aninoasa is een stad (oraș) in het Roemeense district Hunedoara in de Jiu vallei. De stad telt 5119 inwoners (2002).